# Bayani Jialin
Bayani Jialin (* 17. Dezember 1999 in Jeminay) ist eine chinesische Skilangläuferin.

## Werdegang
Jialin trat international erstmals bei den Nordischen Junioren-Skiweltmeisterschaften 2019 in Lahti in Erscheinung. Dort errang sie den 33. Platz über 5 km Freistil und den 13. Rang mit der Staffel. Ende August 2019 wurde sie Zweite beim Merino Muster. Zu Beginn der Saison 2019/20 startete sie in Lillehammer erstmals im Weltcup und belegte dabei den 12. Platz mit der Staffel. Im Februar 2020 holte sie in Åre mit dem 30. Platz im Sprint ihren ersten Weltcuppunkt. Bei den U23-Weltmeisterschaften 2020 in Oberwiesenthal lief sie auf den 24. Platz im Sprint, auf den 18. Rang im 15-km-Massenstartrennen und auf den 11. Platz mit der Staffel. In der Saison 2020/21 kam sie im Weltcupeinzel dreimal in die Punkteränge und bei den  Nordischen Skiweltmeisterschaften in Oberstdorf auf den 38. Platz über 10 km Freistil und zusammen mit Dinigeer Yilamujiang auf den 13. Rang im Teamsprint. In der Saison 2021/22 errang sie bei den U23-Weltmeisterschaften in Lygna jeweils den 53. Platz im Sprint sowie über 10 km klassisch und nahm bei den Olympischen Winterspielen 2022 in Peking an vier Rennen teil. Ihre besten Platzierungen dabei waren der 46. Platz im Skiathlon und der zehnte Rang mit der Staffel.

## Teilnahmen an Weltmeisterschaften und Olympischen Winterspielen

### Olympische Spiele
- 2022 Peking: 10. Platz Staffel, 46. Platz 15 km Skiathlon, 47. Platz 30 km Freistil Massenstart, 66. Platz Sprint Freistil

### Nordische Skiweltmeisterschaften
- 2021 Oberstdorf: 13. Platz Teamsprint Freistil, 38. Platz 10 km Freistil
- 2025 Trondheim: 14. Platz Staffel, 50. Platz 10 km klassisch, 50. Platz Sprint Freistil